# ジョー・ローランド

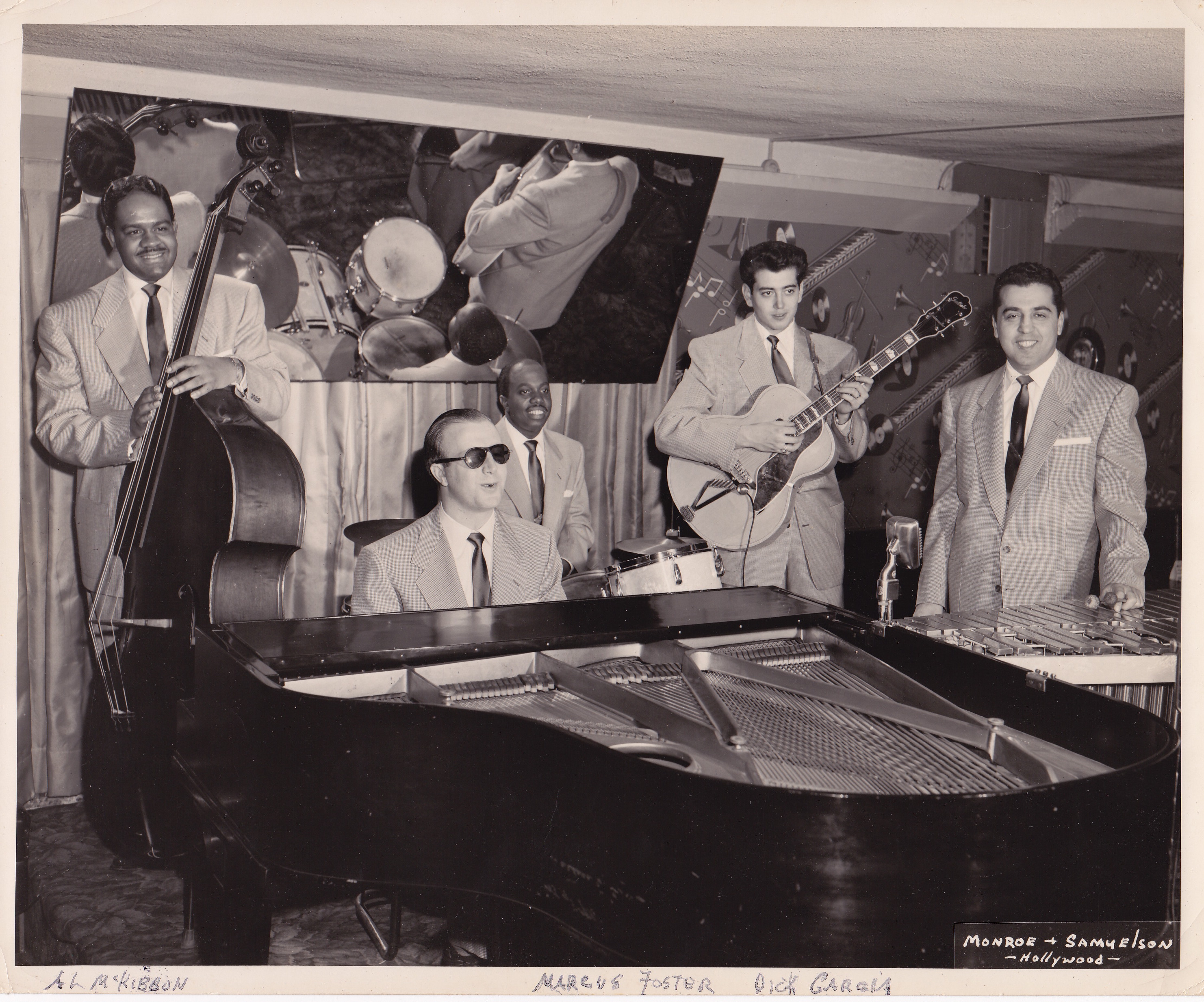
アル・マッキボン、ジョージ・シアリング、マーカス・フォスター、ディック・ガルシア、ジョー・ローランド

ジョー・ローランド（Joe Roland、1920年5月17日 - 2009年10月12日）は、アメリカのジャズ・ヴィブラフォン奏者。
ローランドはクラリネット奏者としてスタートし、1937年から1939年まで音楽芸術研究所（後にジュリアード音楽院として知られる）に通った。1940年にシロフォンを始め、1940年代半ばにはヴィブラフォンを演奏するようになり、ニューヨークのジャズ・クラブで演奏している。初期のビバップ運動の影響を受けたローランドは、1950年代後半に自身のアンサンブルを結成し、1950年代にはオスカー・ペティフォード（1951年）、ジョージ・シアリング（1951年-1953年）、ハワード・マギー、アーティ・ショウと彼のグラマシー・ファイヴ（1953年-1954年）、フレディ・レッド（1955年）、マット・マシューズ（1956年）、アーロン・サクス（1956年）と共演した。
ローランドはリーダーとしてのレコーディングも行い、1949年にレインボー（1950年、1954年）、シーコ（1953年-1954年）、ベツレヘム（1955年）からリリースした。
1960年代初頭、ローランドはニューヨークからフロリダ州マイアミに移住した。彼は長年、南フロリダの活気あるジャズ界で影響力のある存在となった。ココナッツ・グローヴにあるモンティ・トレーナーのベイショア・レストランでの13年間にわたる「ギグ」で、彼はマイアミ大学の多くの若いミュージシャンを指導したとされている。彼は生涯を通じて、ルー・ベリーマンやマーク・トレイルなどのベーシストやサンディ・パットンなどの歌手とともに地元のクラブで精力的に活動した。彼はフロリダ州パームビーチ郡にて89歳で自然死した。
ローランドの貢献は、アーティ・ショウのアルバム『Summit Ridge Drive』に関するピーター・デンプシーの次の言葉からもうかがえる。「1953年と1954年のグラマシー・ファイヴの録音は、ピアニストのハンク・ジョーンズ、ギタリストのタル・ファーロウ、ベーシストのトミー・ポッター、ヴィブラフォン奏者のジョー・ローランドの存在によって顕現し、初期モダン・ジャズの輝かしい時代を記録しています」。

## ディスコグラフィ

### リーダー・アルバム
- Joe Roland Quartet And Symfonet (1954年、Savoy)
- 『ジョルティン・ジョー』 - Joltin' Joe Roland (1955年、Savoy)
- 『ジョー・ローランド・クインテット・ウィズ・フレディ・レッド』 - Good Good Listening (1955年、Bethlehem)
- 『ジョー・ローランド・クインテット』 - Joe Roland Quintette (1956年、Bethlehem)
- Prize Package (1977年、Audiophile) ※with The Bayshore Quartet